# Baxter v. Montana
Baxter v. Montana ist ein am Obersten Gerichtshof des US-Bundesstaates Montana am 2. September 2009 verhandelter Fall zur Frage ob die Verfassung des Staates Montana unheilbar kranken Personen ein Recht auf den Erwerb tödlicher Medikamente zum Zweck der vorzeitigen Beendigung des eigenen Lebens verleiht.

## Hintergrund
Im Jahr 2008 wurde die Verschreibung und Abgabe tödlicher Medikamente im Rahmen eines assistierten Suizids sowie der eigenständige Erwerb solcher Medikamente im Staat Montana üblicherweise strafrechtlich verfolgt. Der an unheilbarer Leukämie erkrankte Lastwagenfahrer Robert Baxter klagte gemeinsam mit vier Ärzten auf die Legalisierung von Sterbehilfe, mit dem Hinweis, die Verfassung des Staates garantiere ein Recht auf den Erwerb und die Verschreibung tödlicher Medikamente zum Zweck der Beendigung des eigenen Lebens bei unheilbarer Krankheit. Die Regierung des Bundesstaates argumentierte, die Verfassung verleihe kein solches Recht, eine Strafverfolgung sei verfassungskonform.
Am 5. Dezember 2008 entschied ein Bezirksgericht, dass die Verfassung des Bundesstaates aus Gründen der Achtung der Menschenwürde ein Recht auf assistierten Suizid verleihe und damit auch die beteiligten Ärzte einen verfassungsmäßigen Schutz vor Strafverfolgung genießen würden. Baxter starb noch am selben Tag eines natürlichen Todes.
Trotz des Todes des Klägers legte der Bundesstaat Montana beim obersten Gerichtshof von Montana Berufung gegen das Urteil ein, um eine höchstrichterliche Klärung des Sachverhalts zu erwirken.

## Urteil
Mit einer Mehrheit vier der sieben Richterstimmen entschied das Gericht am 31. Dezember 2009, dass Ärzte bei der Ausübung des assistierten Suizids für unheilbar kranke Personen durch bestehende Gesetze des Bundesstaats geschützt sind und nicht strafrechtlich verfolgt werden können. Die Richter urteilten jedoch nicht zur Frage, ob assistierter Suizid ein von der Verfassung garantiertes Recht sei.
Damit urteilten die Richter, dass zum damaligen Zeitpunkt eine Strafverfolgung von Ärzten, die Sterbehilfe durchführen, rechtswidrig wäre, sie sahen die Entscheidung über die Rechtmäßigkeit des assistierten Suizid jedoch in der Verantwortung der ordentlichen Gesetzgebung im Bundesstaat. Hätten die Richter geurteilt, dass ein verfassungsmäßiges Recht auf assistierten Suizid besteht, wären die Hürden für eine Beseitigung dieses Rechts deutlich höher gewesen, da eine Verfassungsänderung notwendig wäre.

## Weitere Entwicklung
Infolge des Urteils des obersten Gerichtshofs versuchten sowohl Befürworter wie auch Gegner der Sterbehilfe ihre Position in der Gesetzgebung von Montana eindeutig zu verankern. Bis heute sind die Gesetze, die Ärzte vor Strafverfolgung schützen jedoch in Kraft, womit assistierter Suizid derzeit in Montana faktisch legal ist und von zahlreichen Ärzten straffrei durchgeführt wird. Ein konkretes Sterbehilfegesetz, welches die Legalisierung in ein offizielles Gesetz umsetzen würde, wurde bisher jedoch nicht verabschiedet. Ebenso bleibt die Frage, ob ein verfassungsmäßiges Recht auf Sterbehilfe existiert, weiter unbeantwortet.